# Bière de miel
La Bière de miel est une ale de haute fermentation brassée par la Brasserie Dupont. Elle titre 8 % vol.